# Eutechnyx
Eutechnyx était un développeur britannique de jeux vidéo, fondé en novembre 1987 sous l’appellation Zeppelin Games, puis brièvement connu sous le nom de Merit Studios Europe en 1994. L'entreprise est basée à Dunston dans la ville de Gateshead au Royaume-Uni. Depuis 1997, la société se concentre sur les jeux de course. Ils sont connus pour avoir développé Ride to Hell: Retribution (considéré comme le pire jeu de 2013), ou pour leur travail sur la franchise NASCAR, et en tant que développeurs sur divers autres jeux de course ou autre,,,,,,,,,,,,,,,.

## Jeux développés

### Sous le nom "Zeppelin Games"
- 1988 Draconus (C64, ZX, Atari 8 Bit)
- 1988 Las Vegas Casino (C64, ZX, CPC, Atari 8 Bit)
- 1988 Speed Ace (Atari 8 Bit)
- 1988 Zybex (C64, ZX, Atari 8 bit)
- 1989 Jocky Wilson's Darts Challenge (C64, ZX, CPC, Atari 8 bit, Amiga)
- 1989 Kenny Dalglish Soccer Manager (C64, ZX, CPC, Atari 8 Bit, Amiga, Atari ST)
- 1989 Living Daylights (The) (Atari 8 Bit - réédition du jeu Domark)
- 1989 Mirax Force (Atari 8 Bit - réédition du jeu Tynesoft)
- 1989 Mountain Bike Racer (C64, ZX, Atari 8 bit, MSX)
- 1989 Ninja Commando (C64, ZX, CPC, Atari 8 Bit)
- 1989 Phantom (Atari 8 Bit - réédition du jeu Tynesoft/Micro Value)
- 1989 Sidewinder (Atari 8 Bit - réédition du jeu Futureware)
- 1990 Fantastic Soccer (C64, Atari 8 Bit)
- 1990 Fantastic American Football (ZX)
- 1990 Edd The Duck! (C64, ZX, CPC, Amiga, Atari ST)
- 1990 World Soccer (C64, ZX, CPC, Atari 8 Bit)
- 1990 Arcade Fruit Machine (C64, ZX, CPC, Atari 8 bit, Amiga, Atari ST, PC)
- 1990 Blinky's Scary School (C64, ZX, Atari 8 bit, Amiga, Atari ST)
- 1990 Cavernia (Atari 8 Bit)
- 1990 Santa's Xmas Caper (C64, ZX, CPC, Amiga)
- 1991 Jocky Wilson's Compendium of Darts (C64, ZX, Atari 8 bit, Amiga, Atari ST)
- 1991 Stack Up (ZX, Atari 8 bit, Amiga, Atari ST, PC)
- 1991 Tai-Chi Tortoise (C64, ZX)
- 1991 Titanic Blinky (C64, ZX, CPC, Amiga, Atari ST)
- 1991 Sharkey's Moll (ZX, CPC, Amiga, Atari ST)
- 1991 Mission Shark (Atari 8 Bit - import du développeur polonais LK Avalon Misja)
- 1991 Fred (Atari 8 Bit - import de LK Avalon)
- 1991 F1 Tornado (C64, ZX, CPC, Amiga, Atari ST)
- 1992 Arnie (C64, Amiga)
- 1992 Edd The Duck 2: Back with a Quack (Amiga)
- 1992 American Tag-Team Wrestling (ZX, CPC, Amiga)
- 1992 International 5-A-Side (C64, ZX)
- 1992 International Truck Racing (C64, Amiga, Atari ST)
- 1992 International Tennis (C64, ZX, Amiga, PC)
- 1992 International Athletics (PC)
- 1992 Match Of The Day (C64, ZX, Amiga, Atari ST)
- 1992 Graeme Souness Soccer Manager (C64, ZX, Amiga, Atari ST, PC)
- 1992 Carnage (C64, Amiga, Atari ST, DOS)
- 1993 Arnie 2 (C64, Amiga, PC)
- 1993 World Rugby (C64, ZX)
- 1993 Universal Warrior (Amiga)
- 1993 Sink or Swim a.k.a. S.S. Lucifer: Man Overboard (Amiga, PC, SNES, MD)
- 1994 International Soccer (Amiga, PC)

### Sous le nom "Merit Studios Europe"
- 1994 The Machines (PC) Poratge amélioré de Universal Warrior
- 1994 Bud Tucker in Double Trouble (PC)
- 1995 Frankenstein: Life or Death (PC) Développé par Junkyard
- 1996 CyberJudas (DOS) Published by Merit Studios, développé par D.C. True. Successeur de Shadow President.

### Sous le nom "Eutechnyx"
- 1997 Total Drivin a.k.a. Grand Tour Racing 98 (PS1)
- 1997 Motor Mash (PS1, PC)
- 1999 Max Power Racing a.k.a. C3 Racing - Car Constructors Championship (PS1)
- 1999 Le Mans 24 Hours  (Test Drive Le Mans) (PS1, PC)
- 1999 F1 World Grand Prix: 1999 Season (PS1, PC)
- 2000 007 Racing (PS1)
- 2000 TNN Hardcore TR (PS1) seulement aux USA.
- 2001 F1 World Grand Prix 2000 (PS1, PC)
- 2002 Big Mutha Truckers (PS2, Xbox, GC, PC)
- 2004 Street Racing Syndicate (PS2, Xbox, GC, PC)
- 2005 Ford Mustang: The Legend Lives (PS2, Xbox)
- 2005 Ford vs. Chevy (PS2, Xbox)
- 2005 Big Mutha Truckers 2 (PS2, Xbox, PC) édité au Royaume-Uni sous le titre Big Mutha Truckers 2: Truck Me Harder.
- 2006 Cartoon Network Racing (PS2) également porté sur  Nintendo DS par DC Studios.
- 2006 Hummer Badlands (PS2, Xbox)
- 2006 The Fast and the Furious (PS2, PSP, Vita)
- 2006 Pimp My Ride (PS2, Xbox 360)
- 2007 Hot Wheels: Beat That! (PS2, PC, Xbox360, Wii)
- 2008 Ferrari Challenge: Trofeo Pirelli (PS2, PS3, Wii, DS, PSP)
- 2009 Supercar Challenge (Absolute Supercars en Amérique du Nord) (PS3, PSN)
- 2010 Ferrari: The Race Experience (PSN, Wii)
- 2011 NASCAR The Game: 2011 (PS3, Xbox 360, Wii)
- 2012 Auto Club Revolution (PC)
- 2012 NASCAR The Game: Inside Line (PS3, Xbox 360, Wii)
- 2013 Ride to Hell: Retribution (PS3, Xbox 360, PC)
- 2013 NASCAR: The Game 2013 (PC)
- 2014 NASCAR '14 (PS3, Xbox 360, PC)
- 2014 Warhammer 40,000: Storm of Vengeance (PC, iOS, Android)
- 2015 NASCAR '15 (PS3, Xbox 360, PC)